# Bernhard Seuffert

Bernhard Seuffert

Bernhard Joseph Luther Seuffert (* 23. Mai 1853 in Würzburg; † 15. Mai 1938 in Graz) war ein deutscher Germanist.

## Leben
Nach dem Besuch des Gymnasiums seiner Vaterstadt studierte er Klassische Philologie, Geschichte und Deutsche Philologie in Würzburg und Straßburg und schloss seine Studien mit einer Staatsprüfung zur Unterrichtsbefähigung an bayerischen Gymnasien. Er promovierte 1878 mit einer Arbeit über Maler Müllers Faust. Es folgte 1877 die Habilitation in Würzburg mit einer Arbeit über Die Legende von der Pfalzgräfin Genoveva. 1886 wurde er an die Universität Graz berufen, zunächst als außerordentlicher Professor, ab 1892 als ordentlicher Professor. Seine Arbeitsschwerpunkte waren neben Maler Müller die Werke von Goethe und Wieland. Er war Herausgeber einiger Bände der Weimarer Sophienausgabe von Goethes Werken und erarbeitete mit seinen ab 1904 in mehreren Publikationen erscheinenden Prolegomena die Voraussetzungen für die historisch-kritische Ausgabe der Werke Wielands.

## Werke (Auswahl)
- Maler Müller. Berlin 1877
- Wielands Abderiten. Weidmann, Berlin 1878
- Wielands höfische Dichtungen. Böhlau, Weimar 1892
- Der Dichter des Oberon. Verlag des deutschen Vereins zur Verbreitung gemeinnütziger Kenntnisse, Prag 1900
- Teplitz in Goethes Novelle. Böhlau, Weimar 1903
- Prolegomena zu einer Wieland-Ausgabe. 9 Bände. Berlin 1904–1941
- Mörikes Nolten und Mozart. Leuschner & Lubensky, Graz 1925